# Campionati italiani di duathlon del 1997
I Campionati italiani di duathlon del 1997 sono stati organizzati dalla Federazione Italiana Triathlon e si sono tenuti a Villeneuve in Valle d'Aosta, in data 31 agosto 1997.
Tra gli uomini ha vinto Manolo Montevecchi (T.D. Rimini), mentre la gara femminile è andata a Valentina Tauceri (Silca Ultralite).

## Risultati

### Élite uomini
| Pos. | Atleta                | Società sportiva           | Corsa    | Bici     | Corsa    | Totale   |
| ---- | --------------------- | -------------------------- | -------- | -------- | -------- | -------- |
|      | Manolo Montevecchi    | T.D. Rimini                | 00:33:53 | 01:08:31 | 00:18:37 | 02:01:01 |
|      | Luigi Vivian          | Tri. Rari Nantes Marostica | 00:33:49 | 01:08:32 | 00:19:44 | 02:02:05 |
|      | Paolo Riva            | Valle d'Aosta              | 00:34:02 | 01:08:24 | 00:20:25 | 02:02:51 |
| 4    | Alessandro Alessandri | T.D. Rimini                | 00:32:16 | 01:12:55 | 00:18:02 | 02:03:13 |
| 5    | Massimo Torsani       | T.D. Rimini                | 00:34:28 | 01:10:18 | 00:18:39 | 02:03:25 |
| 6    | Maurizio De Ponte     | Feder Club Trieste         | 00:33:47 | 01:11:25 | 00:18:32 | 02:03:44 |
| 7    | Ugo Moroni            | T.D. Rimini                | 00:33:41 | 01:12:20 | 00:19:20 | 02:05:21 |
| 8    | Claudio Nicotra       | Extreme Tri Team           | 00:32:45 | 01:13:58 | 00:19:16 | 02:05:59 |
| 9    | Alessandro Rastello   | Torino Triathlon           | 00:34:11 | 01:13:38 | 00:19:34 | 02:07:23 |
| 10   | Enrico Campana        | Cicli Mata Triathlon       | 00:34:08 | 01:13:37 | 00:19:51 | 02:07:36 |
| 11   | Luca Nascimbeni       | Zeppelin Triathlon Team    | 00:35:04 | 01:12:35 | 00:20:20 | 02:07:59 |
| 12   | Corrado Armuzzi       | Ironlario Triathlon Club   | 00:34:06 | 01:13:52 | 00:20:16 | 02:08:14 |
| 13   | Fabio Pizzagalli      | T.D. Rimini                | 00:33:29 | 01:12:30 | 00:23:10 | 02:09:09 |
| 14   | Ugo Vietti            | C.N. St. Vincent           | 00:35:43 | 01:13:00 | 00:20:35 | 02:09:18 |
| 15   | Daniele Fiumara       | Victory Tri Mo             | 00:34:56 | 01:13:50 | 00:21:07 | 02:09:53 |
| 16   | Marco Celi            | Teramo Triathlon Team      | 00:35:16 | 01:14:47 | 00:20:51 | 02:10:54 |
| 17   | Andrea Pasquinelli    | T.D. Rimini                | 00:34:20 | 01:17:22 | 00:19:20 | 02:11:02 |
| 18   | Fabio Terzoni         | Sef Leasing                | 00:33:36 | 01:17:27 | 00:20:08 | 02:11:11 |
| 19   | Carlo Celato          | Cicli Mata Triathlon       | 00:35:39 | 01:15:21 | 00:20:21 | 02:11:21 |
| 20   | Andrea Garibaldi      | Triathlon Sport            | 00:34:27 | 01:17:28 | 00:19:39 | 02:11:34 |

### Élite donne
| Pos. | Atleta               | Società sportiva      | Corsa    | Bici     | Corsa    | Totale   |
| ---- | -------------------- | --------------------- | -------- | -------- | -------- | -------- |
|      | Valentina Tauceri    | Silca Ultralite       | 00:37:51 | 01:22:45 | 00:20:52 | 02:21:28 |
|      | Paola Lenzi          | Atletica Lolli        | 00:40:54 | 01:21:04 | 00:22:02 | 02:24:00 |
|      | Giovanna Bertone     | Arpica Triathlon      | 00:40:16 | 01:21:40 | 00:22:33 | 02:24:29 |
| 4    | Lucia Bianchetti     | Galileo Triathlon     | 00:41:13 | 01:26:01 | 00:23:36 | 02:30:50 |
| 5    | Mirella Gastaldo     | Triathlon Alto Adige  | 00:38:39 | 01:28:38 | 00:23:56 | 02:31:13 |
| 6    | Giovanna Ricotta     | Fun Tri Team          | 00:43:12 | 01:30:53 | 00:24:25 | 02:38:30 |
| 7    | Simona Zaccardi      | Torino Triathlon      | 00:44:44 | 01:32:28 | 00:24:52 | 02:42:04 |
| 8    | Jacqueline White     | Torino Triathlon      | 00:44:49 | 01:35:56 | 00:26:09 | 02:46:54 |
| 9    | Tiziana Cognein      | Valle d'Aosta         | 00:49:26 | 01:32:41 | 00:28:16 | 02:50:23 |
| 10   | Louise Knapton       | Torino Triathlon      | 00:47:26 | 01:38:23 | 00:26:36 | 02:52:25 |
| 11   | Roberta Monari       | G.S.Pasta Granarolo   | 00:46:43 | 01:40:03 | 00:29:11 | 02:55:57 |
| 12   | Silvia Boschero      | Torino Triathlon      | 00:48:08 | 01:43:15 | 00:26:46 | 02:58:09 |
| 13   | Giuseppina Marconato | Valle d'Aosta         | 00:51:05 | 01:43:32 | 00:33:26 | 03:08:03 |
| 14   | Nicoletta Levi       | Triathlon Club Milano | 00:57:39 | 01:52:58 | 00:34:52 | 03:25:29 |